# جون أبلتون ويلسون
جون أبلتون ويلسون (بالإنجليزية: John Appleton Wilson) هو مهندس معماري أمريكي، ولد في 7 أكتوبر 1851 في بالتيمور في الولايات المتحدة، وتوفي بنفس المكان في 17 أبريل 1927.